# Milton Mendes
Milton Mendes est un footballeur brésilien né le 25 avril 1965 à Criciúma. Il évoluait au poste de défenseur. Après sa carrière de joueur, il se reconvertit comme entraîneur.

## Biographie

### Carrière de joueur
Milton Mendes joue au Brésil et au Portugal.
Il dispute 16 matchs en première division brésilienne, inscrivant un but, et 87 matchs en première division portugaise, marquant trois buts.

### Carrière d'entraîneur
Il entraîne différents clubs au Brésil et au Japon.

## Palmarès d'entraîneur
- Vainqueur du Campeonato Paulista (D2) en 2015 avec Ferroviária
- Vainqueur du Campeonato Pernambucano en 2016 avec Santa Cruz
- Vainqueur de la Copa do Nordeste en 2016 avec Santa Cruz